# Нижнє Мамбетшино
Нижнє Мамбе́тшино (рос. Нижнее Мамбетшино, башк. Түбәнге Мәмбәтша) — присілок у складі Зіанчуринського району Башкортостану, Росія. Входить до складу Янибаєвської сільської ради.
Населення — 75 осіб (2010; 97 в 2002).
Національний склад:
- башкири — 98%